# Eeli Erkkilä
Pour les articles homonymes, voir Erkkilä.
Eeli Johannes Erkkilä (né le 21 mars 1909 à Oulainen et mort le 1er avril 1963 à Oulainen) est un agriculteur et homme politique finlandais,,. 

## Carrière politique
Eeli Erkkilä est député ML de la circonscription  d'Oulu du 21 juillet 1951 au 1er avril 1963,.
Eeli Erkkilä est vice-ministre des Affaires sociales du gouvernement Sukselainen II (13.01.1959–13.07.1961), vice-ministre des Transports et des Travaux publics du gouvernement Miettunen I (14.07.1961–25.02.1962), ministre des Transports et des Travaux publics du gouvernement Miettunen I (26.02.1962–12.04.1962) et ministre de l'Intérieur du gouvernement Karjalainen I (13.04.1962–08.02.1963),.